# ФК ФУД
ФК ФУД је фудбалски клуб из Бруса, Србија, основан 1982. године. Тренутно се такмичи у Првој расинској окружној лиги у фудбалу, претходну сезону у истом рангу завршио је на 6. месту
Највиши ранг такмичења који је играо ФК Фуд је Поморавско-тимочка зона у фудбалу у сезони 2011-2012, као и Зона Запад у фудбалу у сезонама 2014-2015 и 2015-2016